# Kabam
Kabam (vormals Watercooler, Inc.) ist eine am 23. Oktober 2006 von Kevin Chou, Holly Liu und Mike Li gegründete kanadische Unterhaltungstechnologiefirma für Handyspiele. Hauptsitz ist Vancouver. CEO ist Tim Fields.

## Beschreibung
Im Oktober 2009 investierte Betfair 5,5 Millionen US-Dollar in Watercooler, Inc.
2009 wurde das Spiel Kingdoms of Camelot, im Dezember 2014 das Spiel Marvel Contest of Champions veröffentlicht.
Im Juli 2014 investierte Alibaba 120 Millionen Dollar in Kabam, was zu einer Unternehmensbewertung von über einer Milliarde Dollar führte. Insgesamt flossen 244,5 Millionen Dollar Risikokapital in die Firma.
2017 wurde Kabam für eine Summe zwischen 700 und 800 Millionen Dollar an die südkoreanische Firma Netmarble Game verkauft.